# Бетонкур сир Манс
Бетонкур сир Манс (фр. Betoncourt-sur-Mance) насеље је и општина у источној Француској у региону Франш-Конте, у департману Горња Саона која припада префектури Везул.
По подацима из 2011. године у општини је живело 41 становника, а густина насељености је износила 11,02 становника/km². Општина се простире на површини од 3,72 km². Налази се на средњој надморској висини од 228 метара (максималној 367 m, а минималној 223 m).

## Демографија
| 1962. | 1968. | 1975. | 1982. | 1990. | 1999. | 2011. |
| ----- | ----- | ----- | ----- | ----- | ----- | ----- |
| 72    | 90    | 68    | 70    | 62    | 52    | 41    |

График промене броја становника у току последњих година